# Palo Alto megye
Palo Alto megye az Amerikai Egyesült Államokban, azon belül Iowa államban található. Megyeszékhelye és legnagyobb városa Emmetsburg. Lakosainak száma 8996 fő (2020. április 1.). Palo Alto megye Emmet, Pocahontas, Dickinson, Clay, Buena Vista, Kossuth és Humboldt megyékkel határos.

## Népesség
A megye népességének változása:
| Lakosok száma | 9397 | 9372 | 9298 | 9185 | 9133 | 8996 |
|               | 2010 | 2011 | 2012 | 2013 | 2015 | 2020 |